# Jörg Breu (festő, ?–1537)

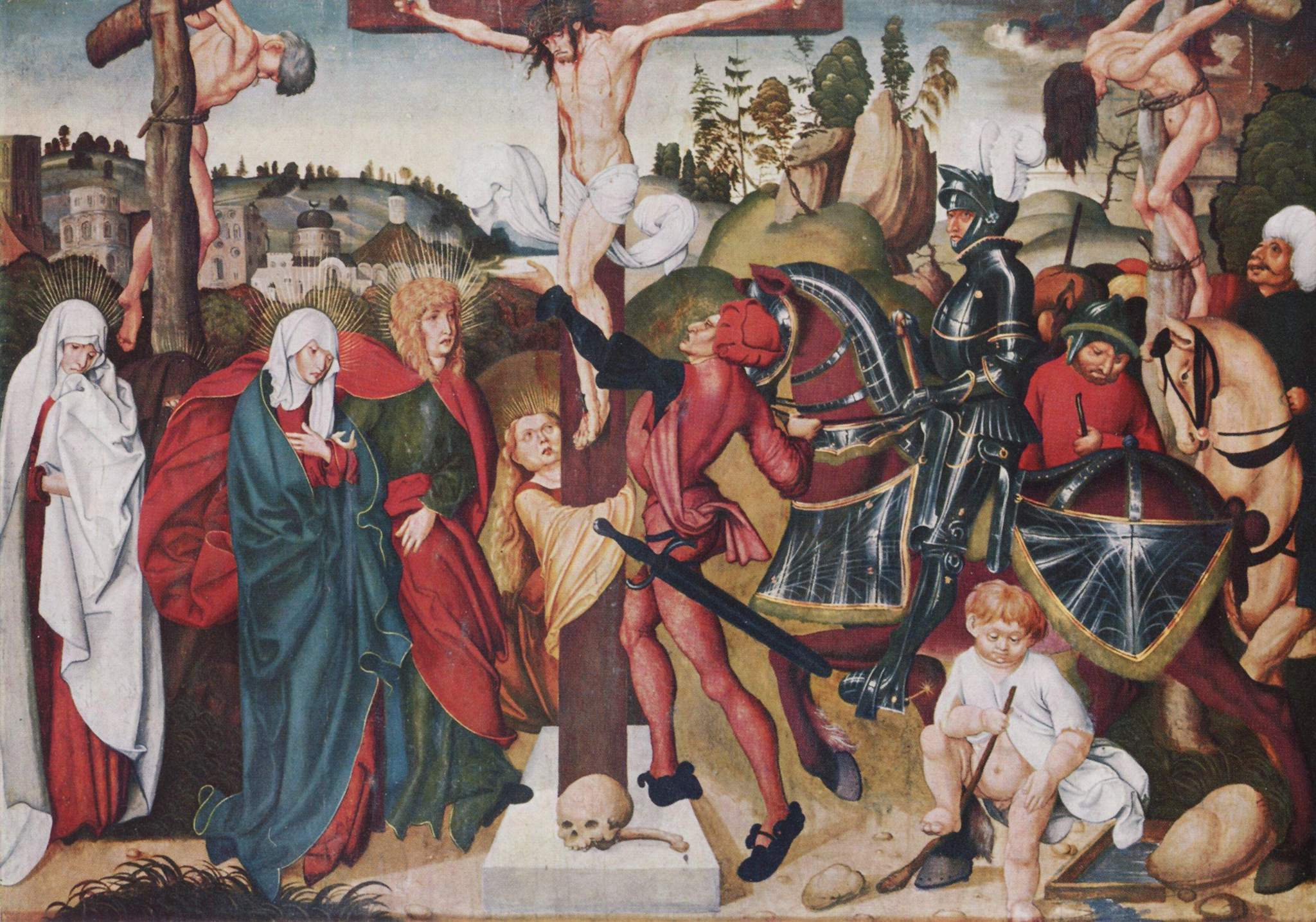
Keresztrefeszítés (1501; aggsbachi oltárkép)

Idősebb Jörg Breu (Augsburg, 1480 körül – Augsburg, 1537) német festő és grafikus. A dunai iskola képviselője, Hans Burgkmair követője.

## Élete, munkássága
Augsburgban tanult rajzolást, fametszést, üvegfestést, festést Ulrich Apt mestertől. Művészetére mégis leginkább a Duna melléki festők hatottak, előbb Hans Burgkmair, majd id. Lucas Cranach, később Albrecht Altdorfer. A korábbi német kutatás M S mester tábláit is neki tulajdonította, elég sok vita volt műveinek azonosítása körül a művészettörténeti szakirodalomban még a két világháború közti időszakban is Drezdában, Augsburgban és Budapesten.
Breau ügyes kezű, sokoldalú egyéniség volt, 1502-ben létrehozott szülővárosában egy nagy műhelyet, ahol történelmi, világi festmények és egyházi freskók mellett fametszetkészítést, üvegfestést is vállalt. Itáliai hatást tükröző megoldásai (chiaroscuro) mindenképpen arra utalnak, hogy járt Itália földjén többször is, feltehetően 1500, 1508, majd 1514 körül.
A reformáció terjedése, a képrombolások, nem akadályozták abban, hogy oltárképeket fessen, világos színfoltokkal megfestette a zwettli szárnyasoltáron Szt. Bernát legendáját. Ezt követte a herzogenburgi szárnyasoltár, melyen Jézus történetét ábrázolta részletezőbb, kimértebb előadásmódban. Legtöbb táblaképe Melkben található. Az aprólékosabb reneszánsz szellemű alkotásai több helyre kerültek, a Mária angyalokkal c. Berlinbe, Az apostolok búcsúja Augsburgba, a Kálvária Nürnbergbe. Későbbi alkotásai közé tartozik a Kereszt felállítása (1924) c., mely a budapesti Szépművészeti Múzeumban van és a Szt. Dorottya oltára c., melyet Drezdában őriznek.
Id. Breu állandó motívumai közt szerepelt a színes táji háttér, a kompozíció mozgalmassága és a dekoratív ruharedőnyök megjelenítése. Mind a táj-, mind az alakábrázolás erős oldala volt jó kompozícióteremtő képességgel. Helytállt a német gótika, az itáliai reneszánsz, s a születő manierizmus határán, a stílusváltások nem hozták zavarba.

## Id. Breu képeiből

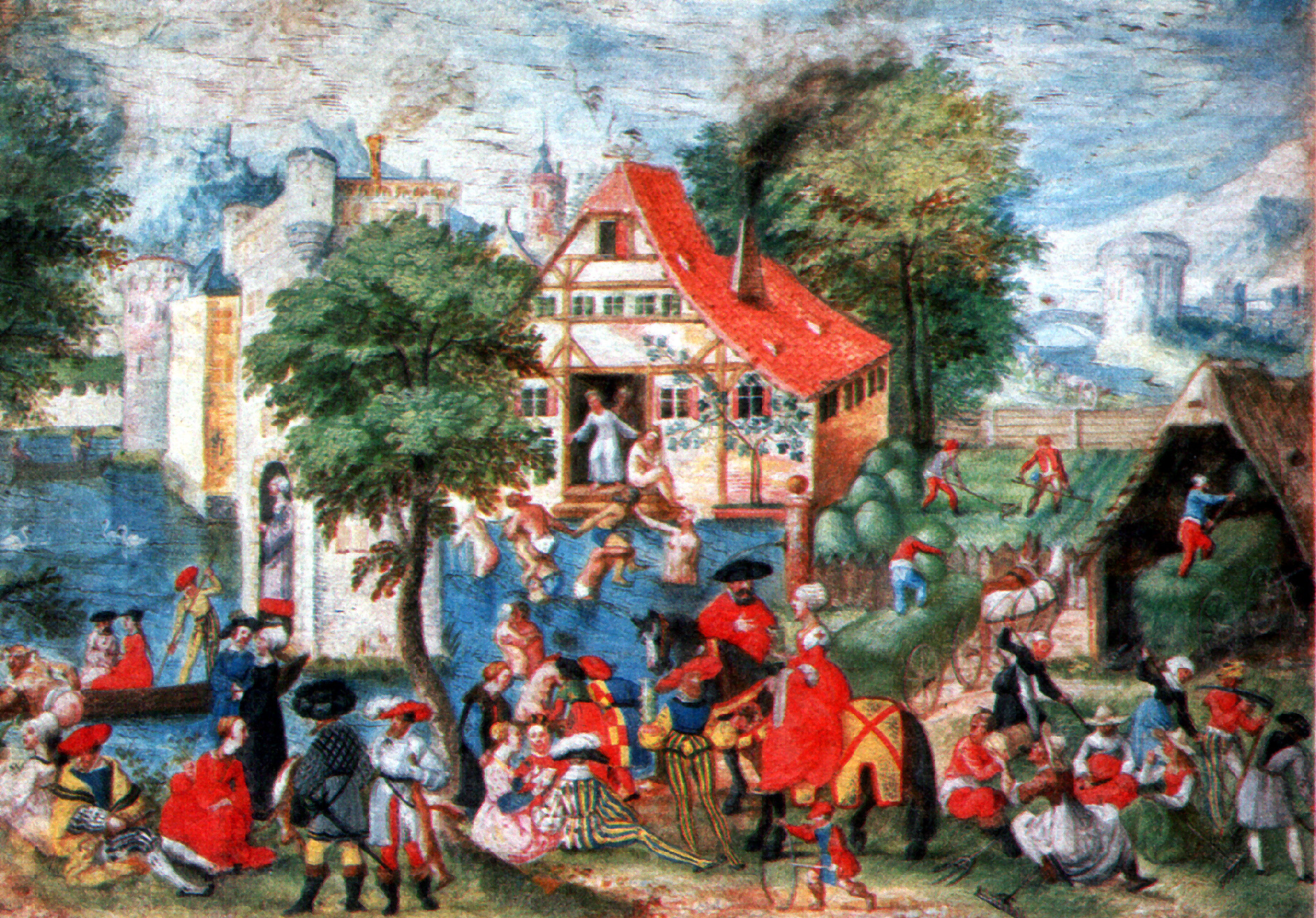
Április, május, június hónapok ábrázolása
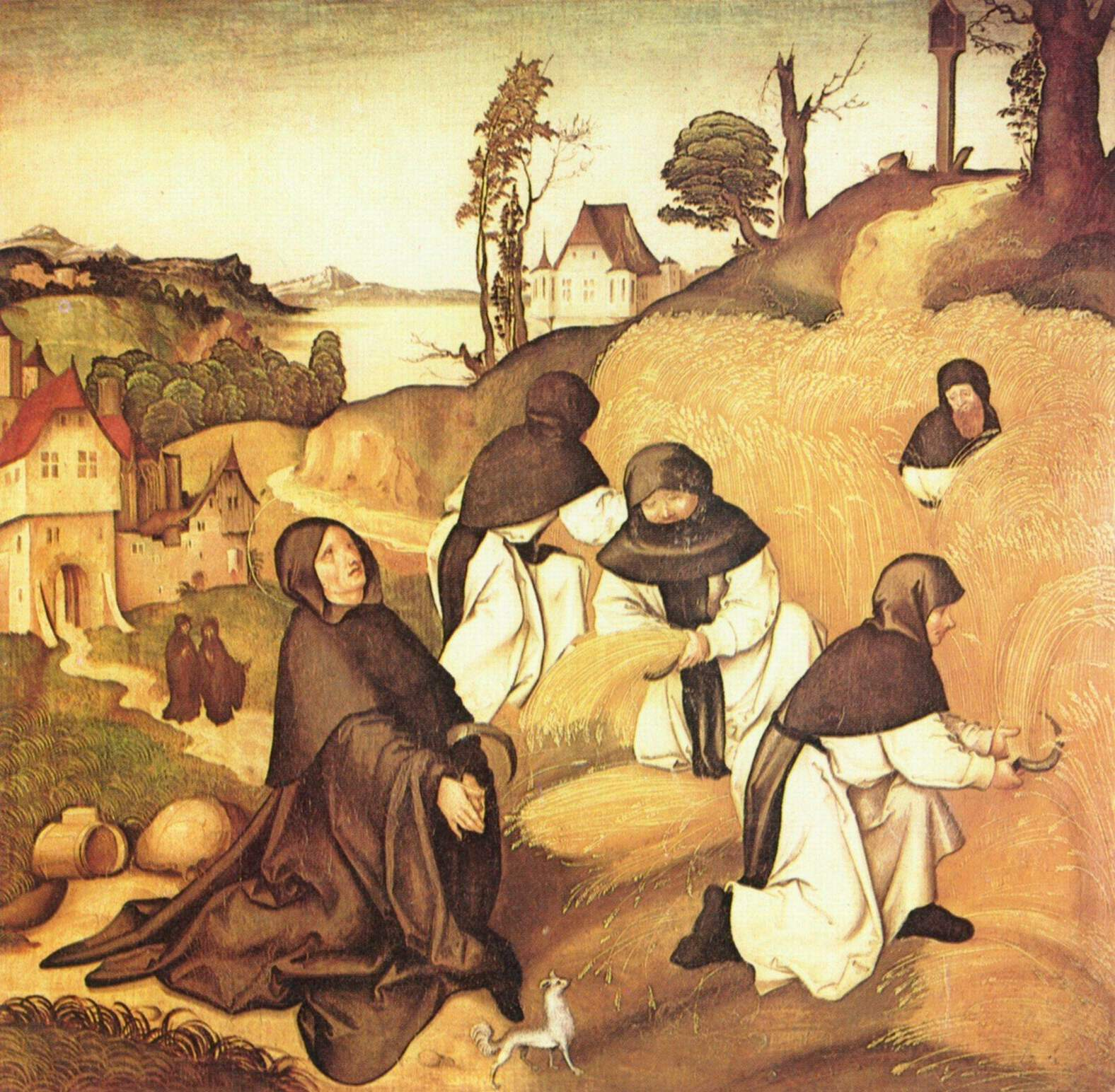
A ciszterek munka közben (1500)
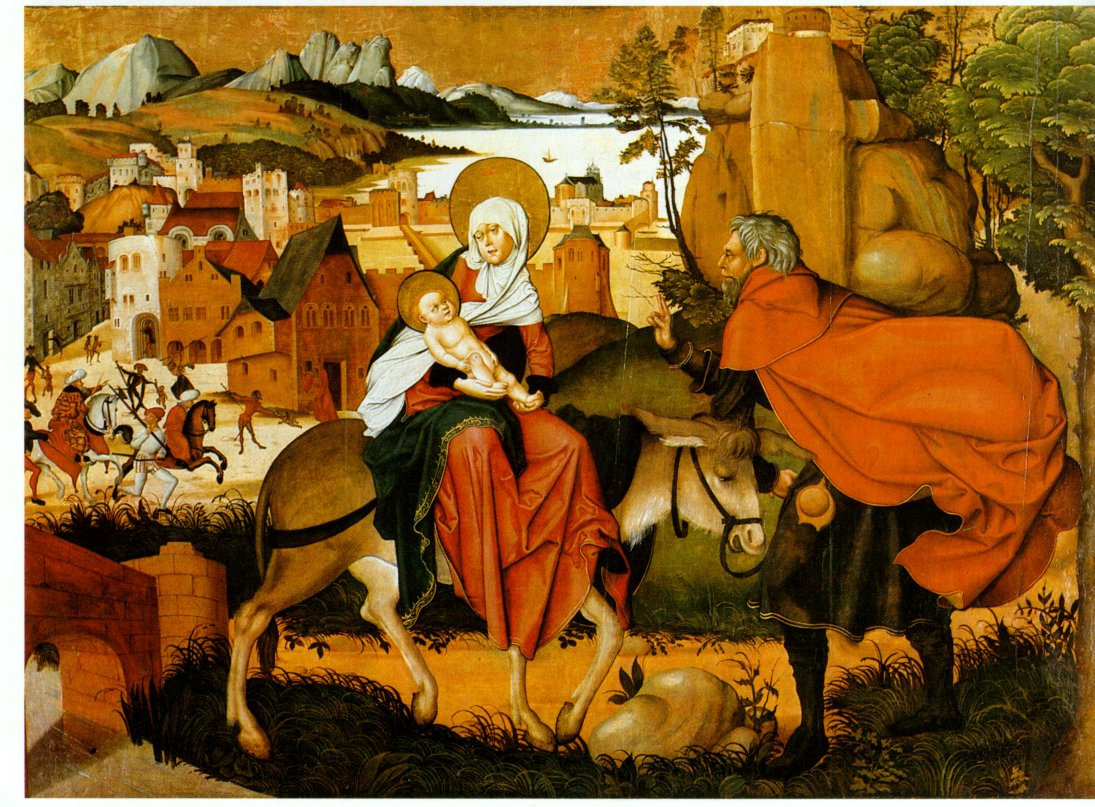
Menekülés Egyiptomba (1495)
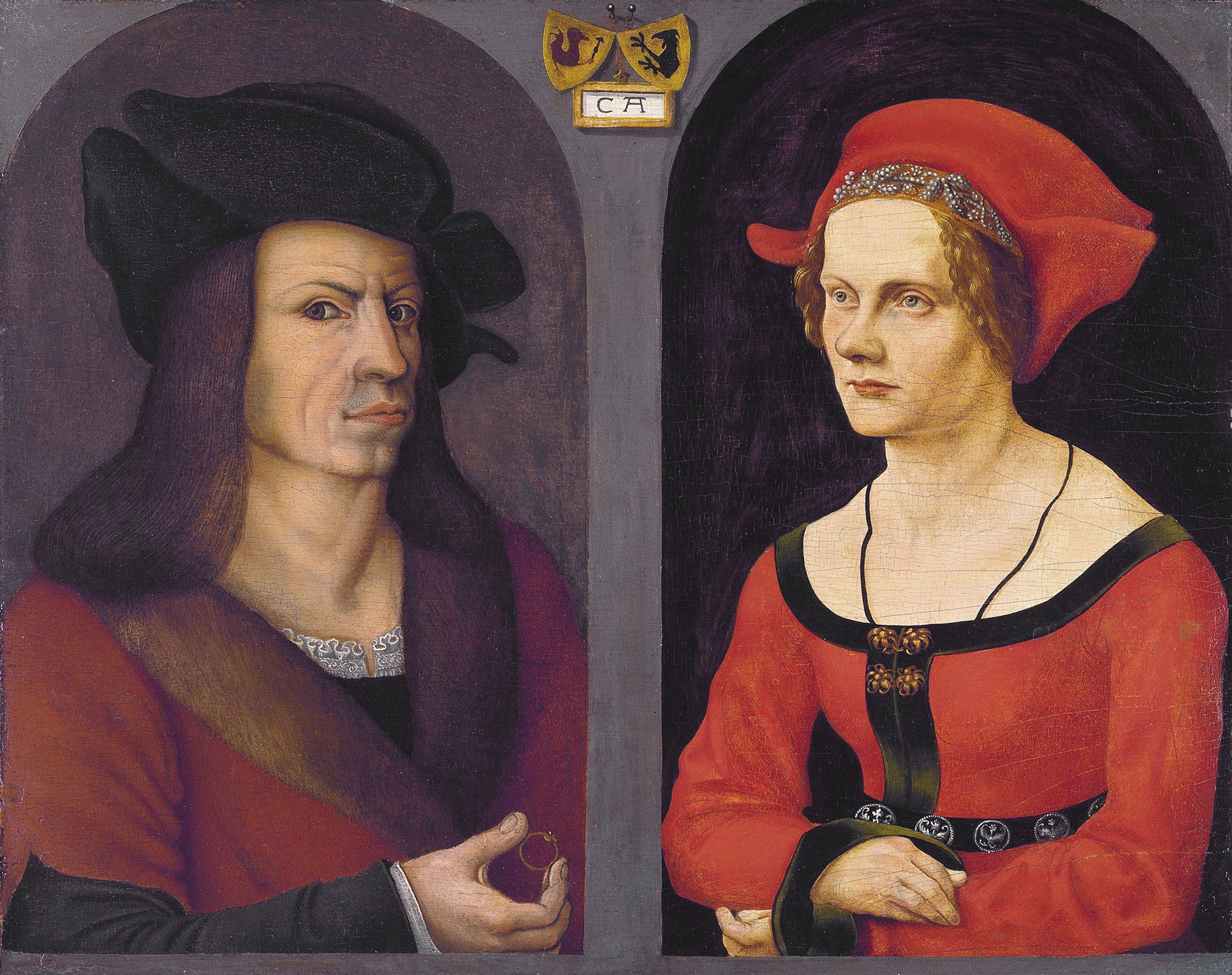
Kolman Helmschmied[9] és Agnes Breau esküvői portréja